# Lune rousse (agriculture)
Pour les articles homonymes, voir Lune rousse.
 (janvier 2023).
Si vous disposez d'ouvrages ou d'articles de référence ou si vous connaissez des sites web de qualité traitant du thème abordé ici, merci de compléter l'article en donnant les références utiles à sa vérifiabilité et en les liant à la section « Notes et références ».
La lune rousse est la lunaison après Pâques. Durant cette période, le fait de voir la pleine lune peut indiquer une nuit sans nuage, et donc un risque de gelée nocturne ou au petit jour, qui fait roussir les jeunes pousses des plantes. Le terme ne désigne donc pas l'aspect de la lune, qui peut en toute saison prendre une coloration rougeâtre lorsqu'elle est basse sur l'horizon.

## Explication du phénomène
Selon la tradition populaire, durant la lunaison qui suit Pâques - lunaison qui peut démarrer selon les années entre le 22 mars et le 27 avril -,  la lumière de la Lune aurait une influence néfaste sur les jeunes pousses des plantes. Les feuilles et les bourgeons exposés à la lumière de la Lune roussiraient. Par contre, si la Lune est masquée par des nuages, ses rayons ne toucheraient pas les plantes, et celles-ci ne seraient donc pas affectées. 
Le phénomène faisant roussir les plantes a été expliqué notamment par François Arago au XIXe siècle. Dans cette période de l'année, c'est-à-dire au début du printemps, les nuits restent encore fraîches. Si la Lune est visible, c'est-à-dire que le ciel est dégagé, la température chute plus fortement durant la nuit, du fait qu'il ne peut alors y avoir de réverbération par les nuages de la chaleur accumulée durant la journée et donc, de réduction de l'amplitude thermique entre le jour et à la nuit. Ainsi, l'absence des nuages provoque des gelées qui font roussir les plantes. L'impact sur les cultures n'est généralisé que durant cette période. Avant Pâques, les gelées peuvent tout à fait s'y produire dans des circonstances atmosphériques identiques, mais la végétation n'étant pas encore sortie, elles n'ont pas d'effet dévastateur sur les pousses et les boutures. Après la lunaison de Pâques, les gelées nocturnes deviendraient un phénomène exceptionnel.
Une explication sur la couleur des feuilles soumises aux variations de températures et/ou à la lumière serait la suivante : les feuilles contiennent de la chlorophylle qui sert à fabriquer de la matière végétale et des anthocyanes qui servent, entre autres, à protéger des agressions. Dans ce cas, l'activité de la première, la chlorophylle, diminue, laissant place aux secondes dont les couleurs sont caractéristiques. Le froid du matin disparu, l'activité de la chlorophylle reprend. L'application pour le jardinier en est évidente et l'utilisation du voile de forçage expliqué (ce dernier permettant de limiter les écarts de température tout en protégeant aussi du vent). Tant que la variation de température n'a pas été trop brutale, la jeune pousse n'est pas brûlée : elle s'est contentée de rougir. La capacité d'une plante à résister au froid est variable : elle dépend, entre autres, de la perméabilité (physiologie cellulaire) des membranes de ses cellules. Se reporter aux articles correspondants. 
Remarquez qu'à l'automne venu, la chlorophylle disparaît laissant place aux couleurs des anthocyanes.
En anglais, la pleine lune d'avril est parfois appelée pink Moon, (lune rose).

## Dictons et proverbes associés et autre
La lune rousse a toujours marqué les esprits des jardiniers et agriculteurs qui craignent pour leurs semis et plantations, d'où de nombreux dictons ou proverbes relatifs à cette période :
- « La lune rousse sur la semence aura toujours mauvaise influence »
- « Gelée de lune rousse, de la plante brûle la pousse » (dicton de Lozère)
- « Tant que dure la lune rousse, les fruits sont sujets à fortune »
- « Quand la lune rousse est passée, on ne craint plus la gelée » (dicton de Charente)
- « Récolte n'est arrivée, que la lune rousse ne soit passée » (dicton de Haute-Loire)
- « En lune rousse, rien ne pousse »
- « La lune rousse donne tout ou bien elle ôte tout » (dicton du Jura)
- « Lune rousse, vide bourse » (dicton de l'Aube)
- « L’hiver n’est point passé que la lune rousse n’ait décliné » (dicton de l'Aveyron)

Jacques Higelin fait référence à la lune rousse dans sa chanson "Champagne" sortie en 1979.

### BIbliographie
- François Arago, Astronomie populaire, tome 3, Paris, Gide et Baudry, 1856